# Parthenopoides massena
Parthenopoides massena is een krabbensoort uit de familie van de Parthenopidae. De wetenschappelijke naam van de soort is voor het eerst geldig gepubliceerd in 1830 door Roux.